# Babacar Niang (basket-ball)
Babacar Niang, né le 31 mars 1991 à Montbrison, est un basketteur français.

## Clubs successifs
- 2008-2012 :  Le Mans Sarthe Basket (Pro A)
- 2012-2014 :  Hyères-Toulon Var Basket (Pro B)
- 2014-2016 :  ALM Évreux Basket (Pro B)
- 2016-2018 : sans club (blessure)
- 2018-2019 :  Hermine de Nantes (Pro B)
- Depuis 2019 :  Hyères-Toulon Var Basket (NM2)